# Репиш
Репиш је ријека у сјеверноисточној Швајцарској. Ријека Репиш тече из Тирлерског језера у долину Лимата и слијева се код Дитикона у њу.